# Sphenolobopsis pearsonii
Sphenolobopsis es un género monotípico de musgos hepáticas perteneciente a la familia Anastrophyllaceae. Su única especie es: Sphenolobopsis pearsonii.  Es originaria del Reino Unido.

## Taxonomía
Sphenolobopsis pearsonii fue descrita por (Spruce) R.M.Schust. y publicado en Nova Hedwigia 22: 152. 1971[1973].
Sinonimia
- Jungermannia pearsonii Spruce